# Storbörtingtjärnen (Tärna socken, Lappland)
Storbörtingtjärnen är en sjö i Storumans kommun i Lappland och ingår i Umeälvens huvudavrinningsområde. Sjön har en area på 0,0603 kvadratkilometer och ligger 616,9 meter över havet.

## Delavrinningsområde
Storbörtingtjärnen ingår i det delavrinningsområde (729017-146122) som SMHI kallar för Ovan 728940-146153. Medelhöjden är 605 meter över havet och ytan är 1,85 kvadratkilometer. Räknas de 2 avrinningsområdena uppströms in blir den ackumulerade arean 17,57 kvadratkilometer. Storbäcken som avvattnar avrinningsområdet har biflödesordning 3, vilket innebär att vattnet flödar genom totalt 3 vattendrag innan det når havet efter 401 kilometer. Avrinningsområdet består mestadels av skog (97 procent). Avrinningsområdet har 0,06 kvadratkilometer vattenytor vilket ger det en sjöprocent på 3,3 procent.